# هلیترنس
هلیترنس (به انگلیسی: Helitrans) یک شرکت هواپیمایی است که در ۱۹۹۰ میلادی تأسیس شده‌است. دفتر مرکزی هلیترنس در نروژ واقع شده‌است و قطب این شرکت هواپیمایی در فرودگاه ورنس تروندهایم قرار دارد.